# Nucleus suprachiasmaticus

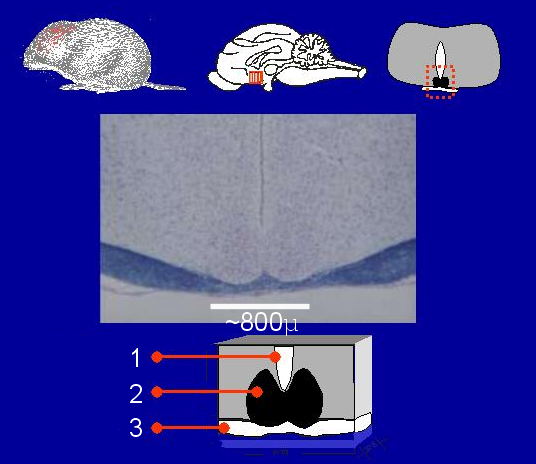
Aus dem rot gekennzeichneten Gebiet wurde ein Präparat hergestellt. Mittig ist als dunkler, vertikaler Strich der III. Ventrikel zu sehen (1) und darunter zwei birnenförmige Verdichtungen angefärbter Zellen (2), der SCN jeder Seite. Der dunkle horizontale Bereich im unteren Bilddrittel ist die Sehnervenkreuzung (3).

Der Nucleus suprachiasmaticus (suprachiasmatischer Kern; englisch suprachiasmatic nucleus, SCN) ist ein Kerngebiet im Gehirn, genauer im ventralen Hypothalamus, von Säugetieren. Es liegt beidseits unter dem III. Hirnventrikel und über der Kreuzung der Sehnerven (Chiasma opticum). Das Kerngebiet ist sehr zellreich und enthält sehr viele Synapsen. Zytoarchitektonisch lassen sich zwei Teile unterscheiden. Alle zuführenden Nervenbahnen (Afferenzen) enden in der Pars ventrolateralis (bauchwärts und zur Seite liegender Teil), die auch eine deutlich stärkere Verzweigung der Dendriten zeigt. Ihr gegenüber findet sich die Pars dorsomedialis (rückenwärts und zur Mitte gelegener Teil).
Es gilt inzwischen als gesichert, dass die „Master-Clock“, das heißt die die circadianen Rhythmen kontrollierende „innere Uhr“ der Säugetiere, in diesem Gebiet lokalisiert ist. Der Nucleus suprachiasmaticus ist der wichtigste, aber nicht der einzige Koordinator des Schlaf-Wach-Rhythmus. Der Kern enthält beim Menschen etwa 20.000 selbstoszillierende Neurone, die selbst bei absoluter Dunkelheit den artspezifischen Tagesrhythmus aufrechterhalten. Dieser Rhythmus wird durch die Synchronisation der einzelnen Suprachiasmatikusneurone ermöglicht, die durch die innige Verschaltung innerhalb dieses Kerngebiets realisiert wird.

## Verschaltung
Lichtinformationen aus der Netzhaut erhält der Kern über Kollateralen des Tractus opticus, nämlich über optische Fasern vom seitlichen Kniehöcker (Corpus geniculatum laterale) und der Area hypothalami lateralis. Zudem gibt es afferente und efferente Bahnen zur Area retrochiasmatica und zum Nucleus ventromedialis hypothalami, die ebenfalls als schwache Oszillatoren gelten. Der Input von den äußeren Lichtverhältnissen ist insbesondere zur Anpassung der inneren Uhr auf Jahreszeiten oder bei einem Zeitzonenwechsel notwendig. Andererseits darf jeder äußere Einfluss die dem Kern eigene Oszillation nicht zu stark modifizieren, da sonst jedes Ein- oder Ausschalten von Kunstlicht eine Störung der inneren Uhr und damit einen Jetlag auslösen würde. Nur etwa ein Viertel der Neurone reagieren auf äußere Lichtreize, die anderen sind lichtunabhängig. Efferenzen gibt es darüber hinaus zur Regio preoptica, zum lateralen Septum, zum Nucleus interstitialis der Stria medullaris, zum Nucleus anterior hypothalami und zum Nucleus paraventricularis. Die Steuerung der Zirbeldrüse erfolgt über indirekte Efferenzen, die Sympathikusneurone im Hypothalamus. Der Nucleus suprachiasmaticus hat keinen direkten Einfluss auf andere Hirnregionen. Die rhythmischen Entladungen seiner Neurone und Axone beeinflussen eher indirekt andere Kerne und die Hormonausschüttung.
Läsionen des Nucleus suprachiasmaticus führen zum Verlust aller biologischen Rhythmen. Tiere mit zerstörtem Nucleus suprachiasmaticus zeigen nach wie vor Wach- und Schlafphasen, diese sind aber ohne regelmäßige Muster. Neben dem Nucleus suprachiasmaticus gibt es weitere subkortikale Strukturen, die eine Rhythmik aufweisen und mittels Neurotransmittern und Hormonen mit diesem zusammenwirken, um den Schlaf und die Wachphasen in einem Rhythmus ablaufen zu lassen.

## Neurotransmitter und Neuropeptide
In den Neuronen des Nucleus suprachiasmaticus sind zahlreiche Neurotransmitter und Neuropeptide nachgewiesen. Das vasoaktive intestinale Polypeptid (VIP) ist vorwiegend in der Pars ventrolateralis in intrinsischen Neuronen zu finden, welche die afferenten Impulse zu den Efferenzen in der Pars dorsomedialis umschalten. In der Pars dorsomedialis liegen Vasopressin und Somatostatin exprimierende Nervenzellkörper. Darüber hinaus lassen sich im Nucleus suprachiasmaticus Neurone mit γ-Aminobuttersäure, Substanz P, Cholecystokinin, Neurotensin und Corticotropin-releasing Hormone nachweisen.